# 上領英之
上領 英之（かみりょう ひでゆき、1930年12月4日 - ）は、日本の経営学者。広島修道大学名誉教授。博士（経営学）（1995年、広島修道大学にて取得）。

## 略歴
兵庫県神戸市出身。山口大学経済学部を卒業。マサチューセッツ工科大学経営学大学院修士課程修了。九州産業大学助教授、教授、広島修道大学教授。1995年「企業財務構造論 史的考察をふまえて」で広島修道大学博士（経営学）。2002年定年退官。同大学名誉教授。上領経済政策研究所代表取締役、環境経済総合研究所所長、至聖会理事。北川訓司と地球連邦財団を結成。

## 著書
- 『経営分析の実際 業種別経営分析に関する研究』上領英一 技報社 1956
- 『ケース・スタディによる中小企業の信用調査』金融財政事情研究会 1963
- 『新しい企業分析とビジネス・ゲーム』金融財政事情研究会 1964
- 『企業と財務の実査 ケース・スタディによる』金融財政事情研究会 1964
- 『生産性分析 理論とその活用』日本能率協会 1965
- 『生産性による企業成長分析』中央経済社 1966
- 『実践企業分析』金融財政事情研究会 1967
- 『生産性分析研究』日本経営出版会 1967
- 『設備資金』日本生産性本部 資金管理シリーズ　1968
- 『総合原単位分析』日本経済出版会 1969
- 『利益計画と予算統制』東洋経済新報社 1969
- 『弾力性経営分析』金融財政事情研究会 1970
- 『資金調達経営分析』金融財政事情研究会 1972
- 『中小企業の信用調査 動態的経営分析の具体的手法』金融財政事情研究会 ケース・スタディブックス　1977
- 『動的経営分析の基礎 日米企業比較』千倉書房 1984
- 『簿価基準財務構造の基礎 会計的アプローチの深化と拡充』広島修道大学総合研究所 1987
- 『簿価基準財務構造の展開 評価基準に拡充』広島修道大学総合研究所 1988
- 『損益・資産・資本構造の測定 会計と経済分析の接点を求めて』国元書房 1989
- 『企業財務構造論 史的考察をふまえて』国元書房 1990
- 『資本市場の企業財務論 投資家の立場と企業の立場との関係整序』広島修道大学総合研究所 1991-92
- 『会計データと株式価値 資本維持機能の結合モデルとその計測方法』中央経済社 1995
- 『日本経済再生のための構造改革分析 試論』総合研究開発機構 2002

### 共編著
- 『企業財務のケース・スタディ 成長企業の社長が指南する』渋谷弘利共著 金融財政事情研究会 1992
- 『理論株価計測のモデルと分析:日米比較』鷲頭正憲共著　広島修道大学総合研究所 1994
- 『現代会計 学際的展開』木下照嶽,勝山進共編著 創成社 1998

## 論文
- ＜上領英之